# 教会囲い地

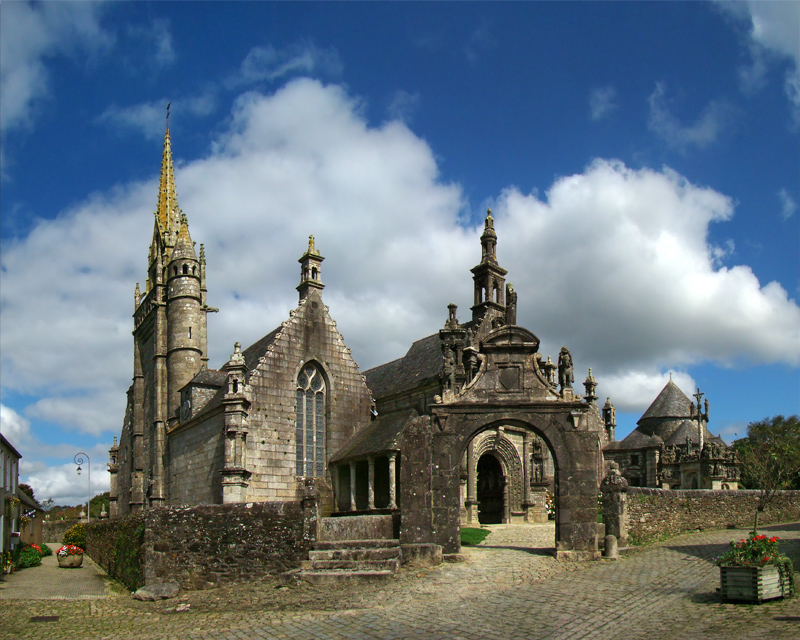
ギミリオーの教会囲い地

教会囲い地（きょうかいかこいち）または聖堂囲い地（せいどうかこいち、Enclos paroissial、複数形ではenclos paroissiaux）は、フランス、ブルターニュ・バス＝ブルターニュ地方の特徴的な宗教建築。そのほとんどが16世紀から17世紀の間に建設されている。この時代に亜麻および麻の貿易によってブルターニュが経済的な繁栄を迎えていたのが、その理由である。

## 囲い地の起源

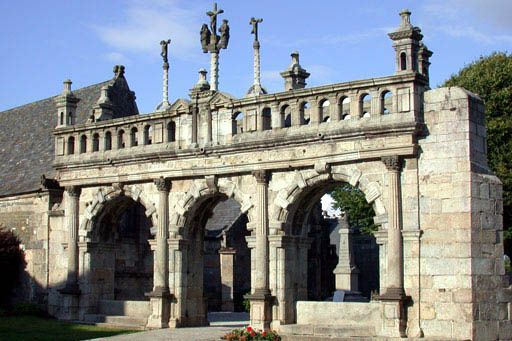
シザンの教会囲い地にある凱旋門

こうした囲い地の建設が頂点に達したのは16世紀から17世紀である。大都市の中心部から離れて立地し、そのため庶民の芸術あるいは小教区的な芸術とみなされることが多いこれらの作品は、地域の文化に深く根差す一方で当時のブルトン人同様に外部からの影響を広く受けたものでもある。最も見事なものはフィニステール県のレオン地方南部とコルヌアイユ地方北部でみられる。
教会囲い地の黄金時代は、ブルトン人が国際的な海運業で非常に大きく成長した時代と一致している。世界中の港ではブルトン人の商船がよく見られた。16世紀から17世紀初頭にブルトン語は現在の英語と同様に、ほとんど国際的な商業言語となっていた。
帆船による航海では亜麻と麻（帆、布、衣類、ロープ）が大量に必要とされた。亜麻と麻が栽培され、布に織り上げられ、亜麻布が売買されたレオンやコルヌアイユ地方では、したがって、並外れた富を生み出す時代を経験し、栽培および亜麻布貿易の圏内では教会囲い地の建設が可能になった。
最も美しい囲い地を持とうとして、どの村も隣の村と競い合った。ブルトン語作家フロリアン・ル・ロワ（fr）が述べている、距離にしてほんの2kmか3kmしか離れていないギミリオーとランポール＝ギミリオーのケースがその例である：
『ブール間の競争意識は放縦な発展をみた。四半世紀の間、泉、磔刑像、教会の説教壇、礼拝行進用の十字架の出来が争われた。サン＝テゴネックとギミリオーの教会施設管理者は同じ時期に、前者は凱旋門、後者は町の住民たちがユグノー戦争中に目にした騎兵とランツクネヒトを配して150以上の人物像を彫りこんだ磔刑像を発注した。サン＝テゴネックはこの直後、追い抜かれまいとして2人の強盗を彫った複数の十字架像を発注し、プレバンは十字架を頂いたモニュメンタルな玄関ポーチを発注した。そこでギミリオーは洗礼堂、パイプオルガンの外装箱、誰も見たこともないような説教壇を望んだ。いい意趣だ！これに対してサン＝テゴネックはローマのサン・ピエトロ大聖堂にもふさわしいような説教壇、モルレーの彫刻家レスペニョールによるキリスト埋葬像で対抗した。この人里離れた山間の小教区はひとしく競争心で燃え上がり、シザンは凱旋門を、コマナとボディリスは見事な玄関ポーチを手に入れることとなった。』
1695年、王の勅令によって不必要な教会囲い地の建設を含む、新たな宗教建築の建設が禁止された。

## 特徴

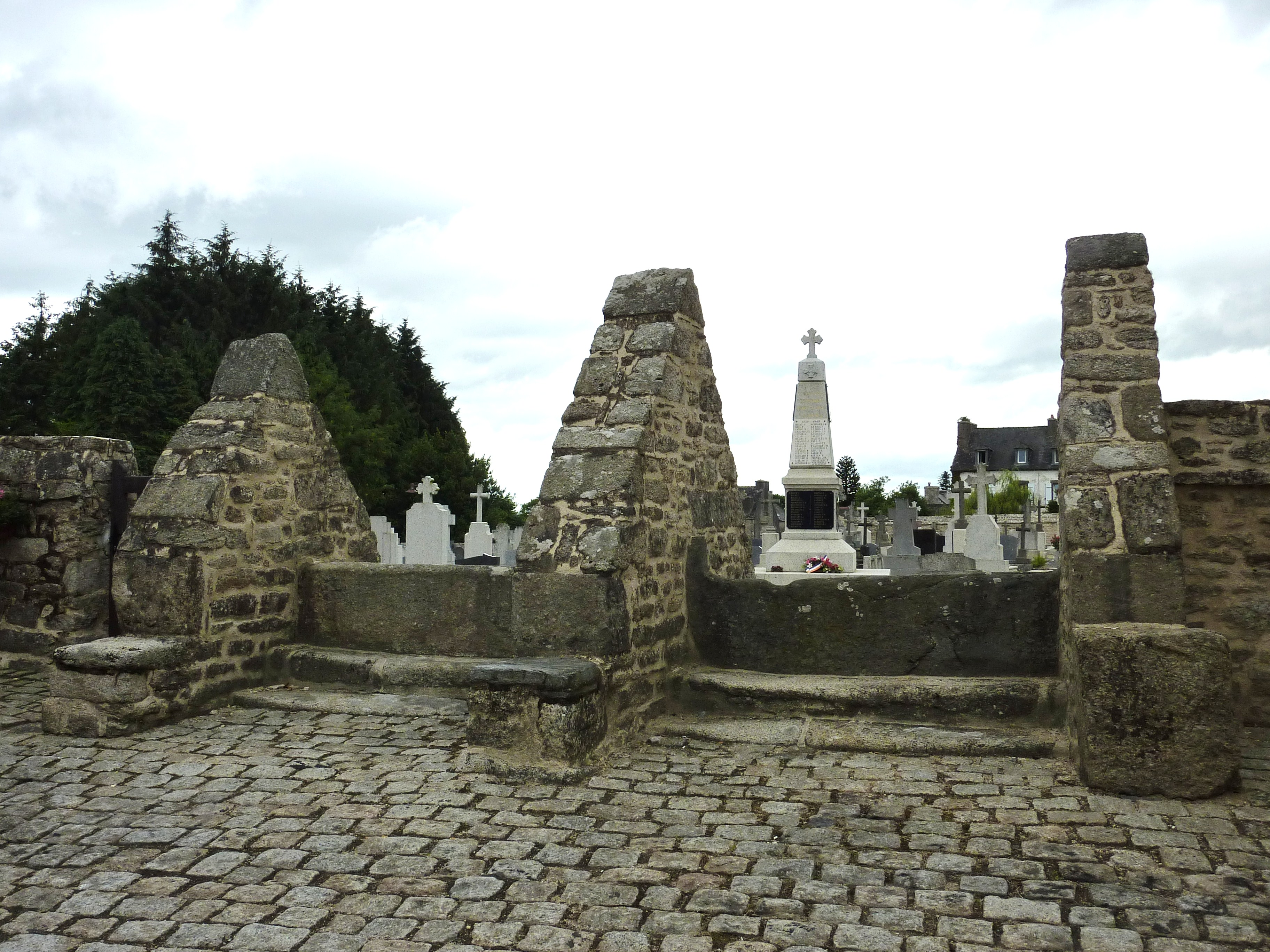
ベリアン、教会囲い地の框

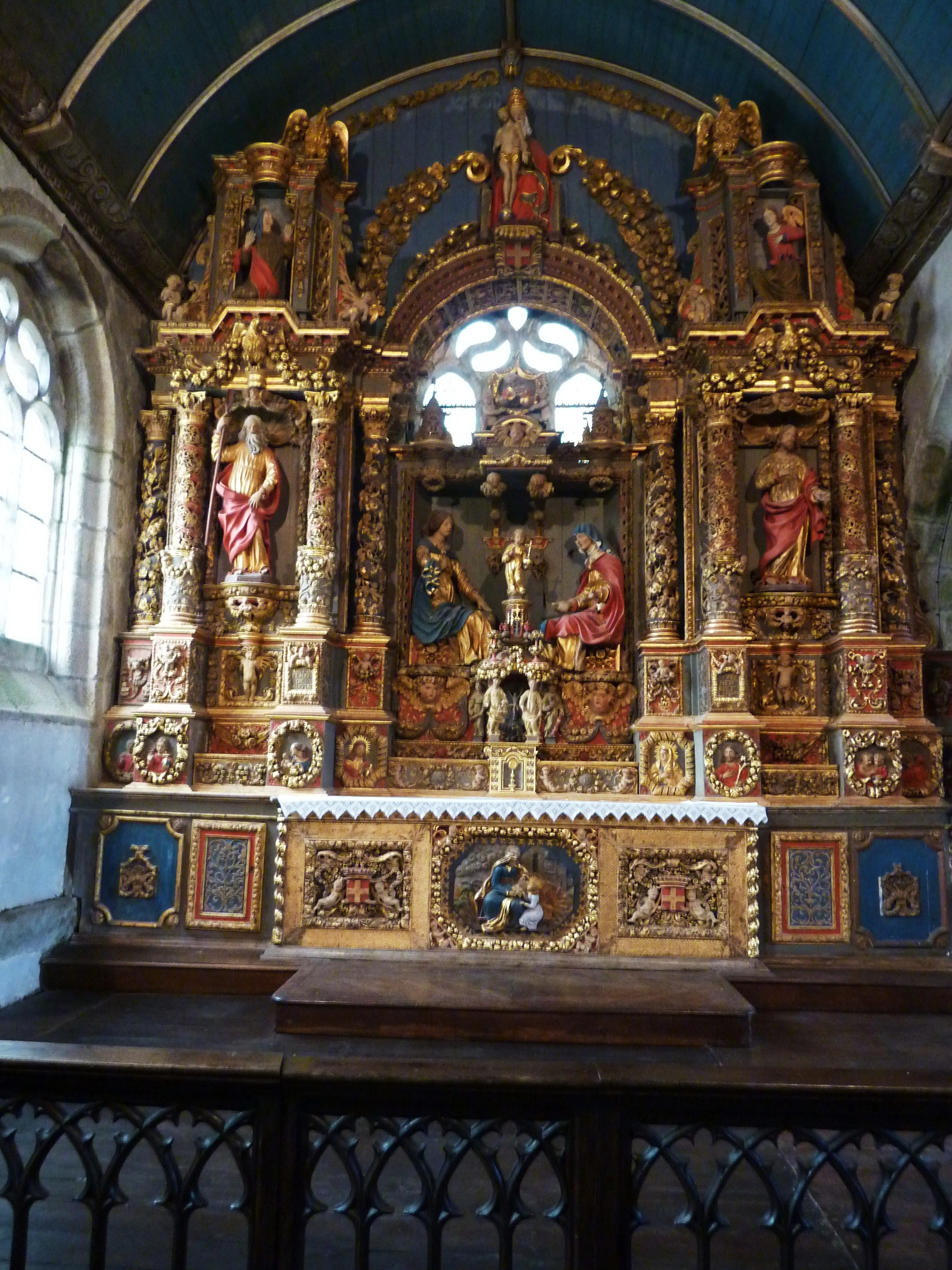
コマナ、聖アンナの衝立

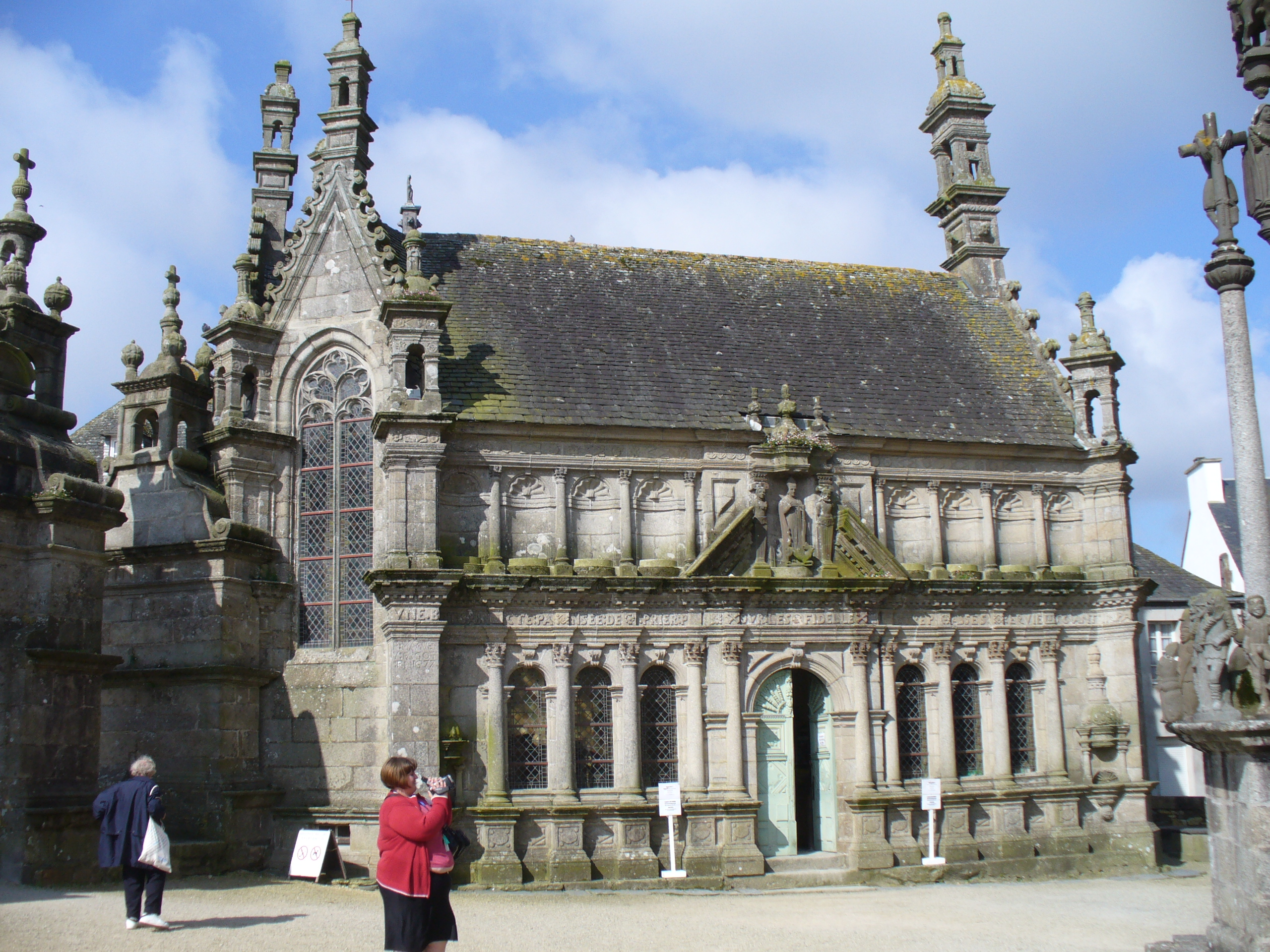
サン＝テゴネックの納骨堂

教会囲い地は、バス＝ブルターニュ地方で典型的に見られる壁で囲まれた宗教建築である。13世紀からあるサン＝シュリアック（イル＝エ＝ヴィレーヌ県）の教会囲い地のように、オート＝ブルターニュ地方にもいくつか教会囲い地が見られる。最も有名な教会囲い地はフィニステール県に集まっている。ランディヴィジオやランデルノーの間のエロルン川谷では、いくつかの美しい教会を訪れることができる。
教会囲い地は少なくとも以下の8つの要素のうち5つを備えていなければならない。
- 教会
- 納骨堂
- 遺物を納める礼拝堂
- カルヴェール
- 周囲を覆う壁
- 凱旋門
- プラシトル（Placître、囲い地内の草地）に囲まれた墓地
- 泉

また、教会囲い地を指定する対象となる、いくつかの建築物がある。
- 凱旋門 - ブルトン語で凱旋門がPorz ar maro（死の門）と呼ばれるのは、墓地への入り口となるからである。
- 納骨堂 - 教会にせよその後墓地にせよ敷地は概してほんのわずかで、新たな埋葬者を埋葬する余地がなく、昔の死者の骨を掘り出して納める場所が必要だった。納骨堂は教会に隣接して、教会より少し小さく建てられた。頭蓋骨は、より大きな建物の中の遺物箱に納められた。この建物は教会に付設されるか、たいていの場合は教会から離れた場所に建てられた。遺物礼拝堂は、窓を備えた、非常に手の込んだ精細な建築物である。
- カルヴェール - キリストの受難およびその聖なる生涯を描いたもの。ギミリオーのカルヴェールは、正しい宗教教育に用いられるような、200体の人物が精巧に描かれている。カルヴェールで描かれる主題は通常キリストの生涯（誕生から復活まで）、そしてキリストの死（ブルターニュではごく普通の主題。ケルトの伝承が根幹にある）、対抗改革に関係したもの（ロザリオの聖母、聖家族、守護天使）、地元で崇拝される聖人（聖ロック、聖セバスティアンなど）も扱われる。

一般的に教会囲い地の多様な入り口は、踏み段で遮られ、舗石をまたいで入らなければならない。この舗石は家畜が神聖なる囲い地、特に墓地内に侵入するのを防ぐ目的から設計されていた。こうした予防措置は、常に外に開けていて出入りできる張り出し玄関にもあった。階段を歩いて上がり、小さな壁を乗り越え、階段を歩いて下るのである。囲い地は動物の侵入から上手に守られていた。プルネウール＝メネズの教会囲い地はこうした特徴を明らかに備えている。
初期の教会囲い地は草地で、場合によってはいくらか木が植えられており、木材を売った収入は小教区に納められていた。また、祝祭の期間には、小教区の製造所が店を開くことを許され、行商人が支払う手数料の恩恵を受けていた。死者は教会内に、それも最も人々に人気のある祭壇のそばに埋葬された。教会の土地は、新たな死者を埋葬するには狭く、亡くなって久しい死者の遺骨は掘り出され納骨堂に納める必要があった。1719年、ブルターニュ高等法院は教会内での埋葬を禁じた。たとえ聖堂付主任司祭（または主任司祭）が禁止措置に従うのが難しくても、徐々に教会の外、囲い地の中に埋葬するよう慣習は変わっていった。

## 代表的な教会囲い地

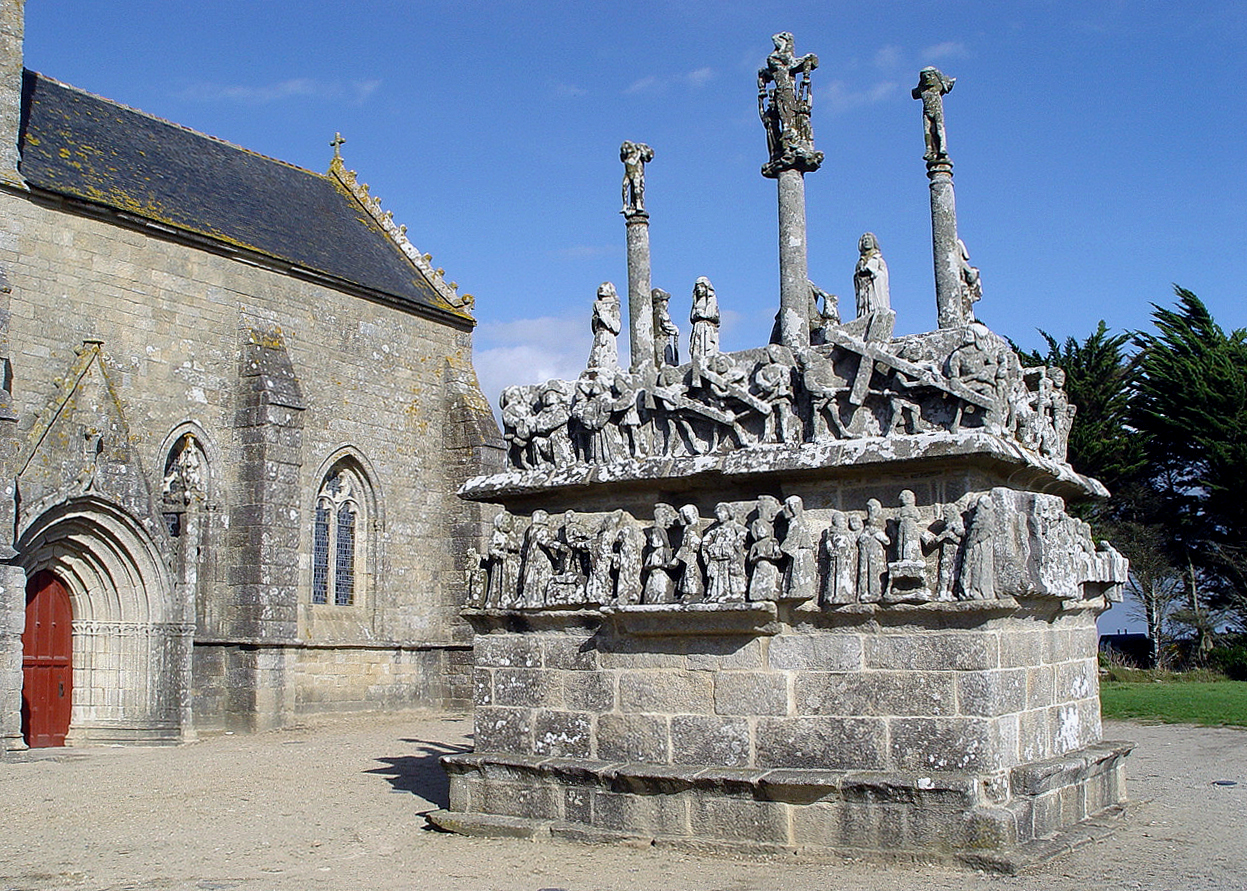
ブルターニュ最古のカルヴェールである、トロノエンのカルヴェール

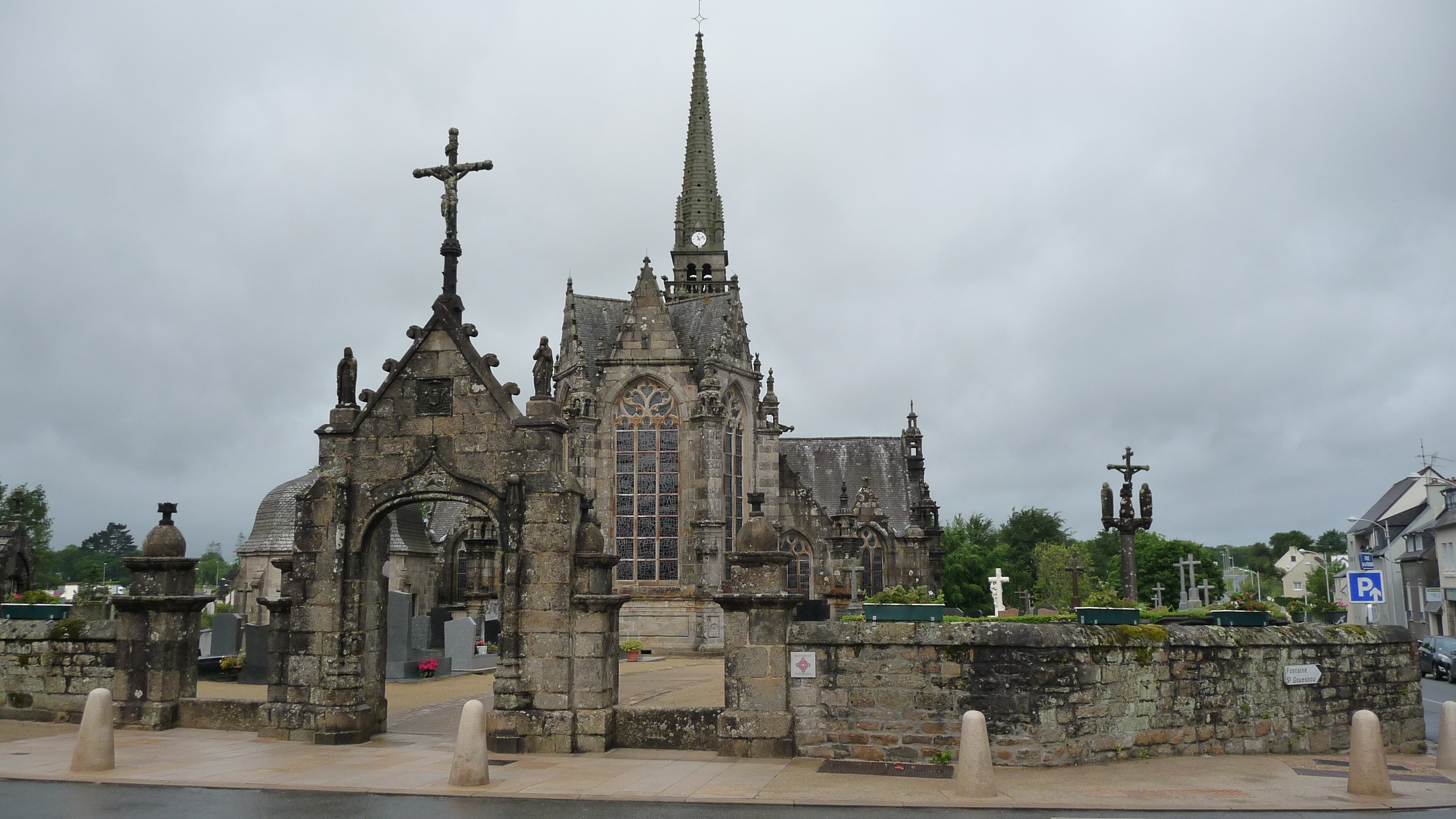
グエヌーの教会囲い地

- アルゴール（クロゾン半島唯一の教会囲い地）[5]
- ベリアン (フランス)
- ボディリス
- ブラスパール
- ブレンニリス
- シャトーラン
- コマナ
- ギミリオー
- ラ・マルティル
- ランポール＝ギミリオー
- ランネデルン
- ラ・ロッシュ＝モーリス
- ロクメラール
- パンクラン
- プレバン
- プルガステル＝ダウラ
- プルゴンヴァン
- プルネウール＝メネズ
- サンテルボ
- サント＝マリー＝デュ＝メネゾム
- サン＝テゴネック
- シザン
- ヴィラメ